# Masao Yamaguchi
Masao Yamaguchi (dans l'ordre japonais Yamaguchi Masao 山口 昌男), né le 20 août 1931 à Bihoro (Hokkaidō) et mort le 10 mars 2013 , est un anthropologue japonais.

## Carrière académique
Originaire de l’île de Hokkaidō, Yamaguchi fait des études d’histoire japonaise à l’université de Tokyo. En 1965, il devient lecteur à l’Université de Tokyo des études étrangères, puis professeur en 1973. En 1997, il est nommé directeur de la faculté de Lettres de l’université de Sapporo. Il devient président de la même université en 1999.

## Travaux
Les recherches de Yamaguchi, qui portent principalement sur le Japon et l’Afrique, ont joué un rôle important dans le développement de l’anthropologie structurale au Japon.
Il a travaillé notamment sur l’intersexuation, les rapports de domination et le système impérial.